# 9K135 Kornet

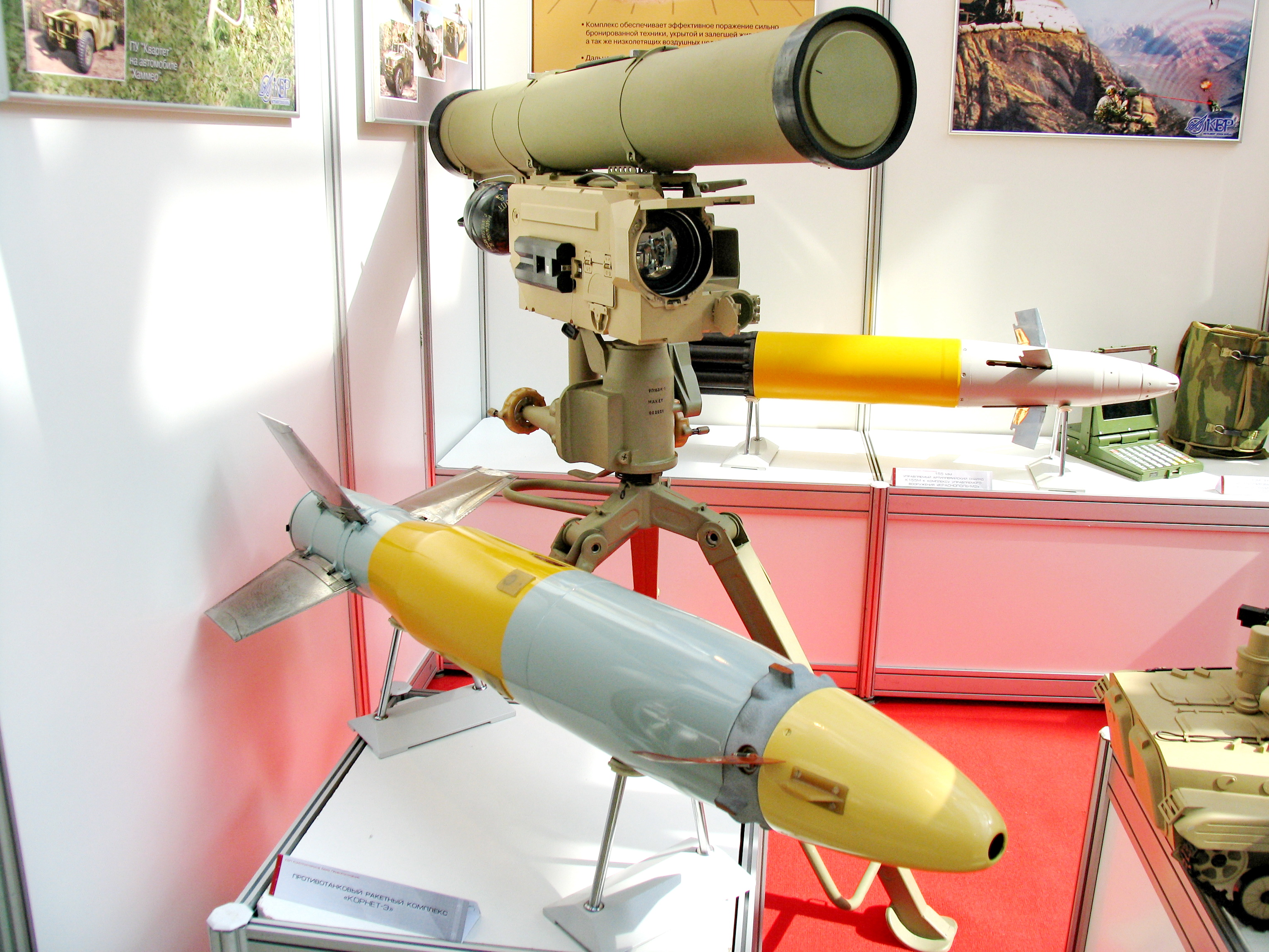
9M133 Kornet

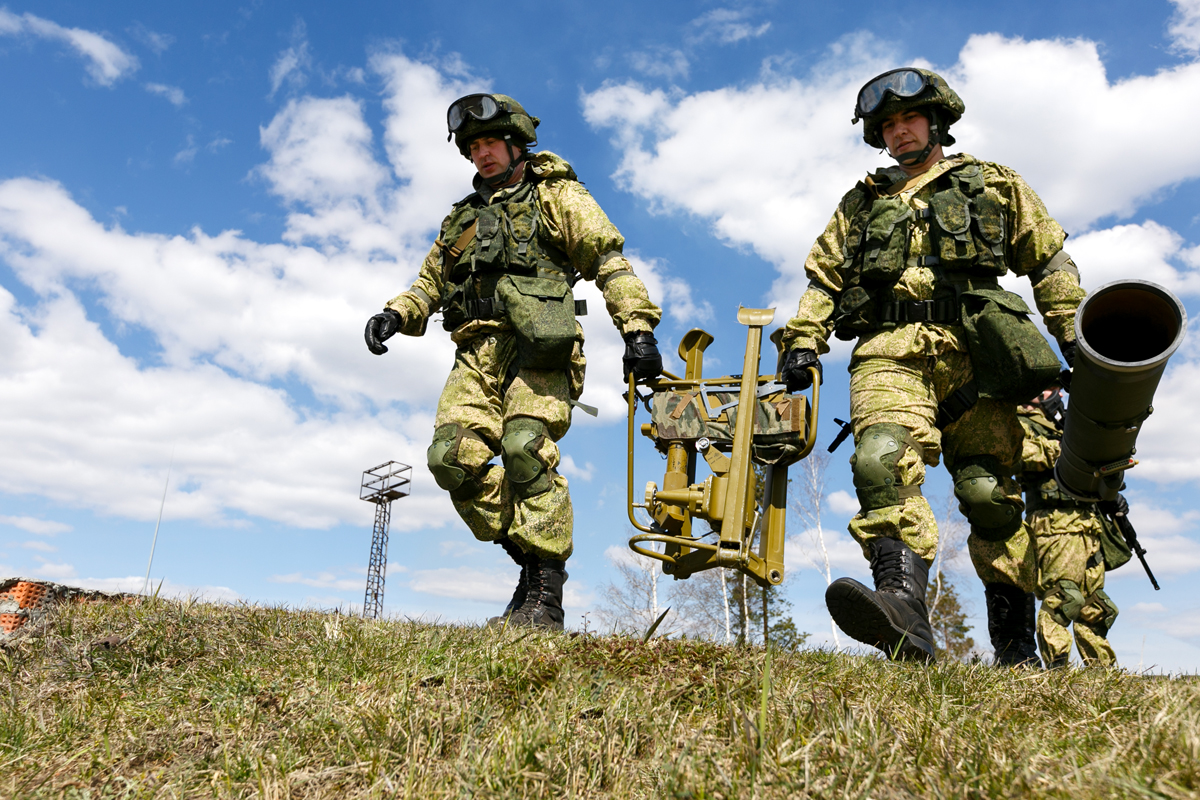
9K135 Kornet lze rozebrat a přenést dvěma vojáky.

9K135 Kornet (v kódu NATO AT-14 „Spriggan“, vývozní označení Kornet-E) je ruská protitanková řízená střela. Jedná se o raketový komplet dlouhého dosahu s dálkovým navedením po laserovém paprsku. Naváděná střela nese označení 9M133. 

## Vývoj
Tento komplet byl vyvinut konstrukční kanceláří KBP koncem osmdesátých let jako náhrada za PTRK 9K113 Konkurs. Dálkové navedení probíhá pomocí laserového paprsku zaměřeného na cíl. Tato moderní naváděcí soustava je obtížně rušitelná a navíc umožňuje zvýšení dosahu (na rozdíl od naváděcích soustav typu SACLOS s přenosem řídících signálů po vodiči, které sice nelze rušit, ale jejich dostřel je omezen délkou vodiče). Střela je vybavena účinnou tandemovou kumulativní hlavicí. Kromě toho byla vyvinuta verze s termobarickou hlavicí proti živé síle. Kornet je používán i proti letícím cílům a nejpozději v únoru 2024 bylo videem na sociální síti Telegram zdokumentováno sestřelení vrtulníku (ukrajinský Mi-8).
Komplet Kornet byl vyvinut v přenosné i mobilní variantě. Mobilní verze rovněž tvoří výzbroj vozidla na bázi BMP-3, které je vybaveno výsuvným odpalovacím zařízením pro dvě PTŘS (palebný průměr činí 16 střel). Pro exportní účely byla vyvinuta přenosná verze Kornet-E (např. export do Saúdské Arábie však zahrnuje transfer celé technologie a výrobu PTRK přímo v království). Integrální součástí jejího odpalovacího zařízení je zaměřovací a naváděcí jednotka se zdrojem laserového paprsku. Ve vývoji je odlehčená verze Kornet-MR s dosahem 2-2,5 km, která by výhledově měla nahradit PTRK Metis-M. Byl rovněž zkoušen modul Kliver se čtyřmi PTŘS 9M133 a 30mm automatickým kanónem na podvozku vozidla BMP-1 nebo BTR-80, do výzbroje však dosud nebyl zaveden.

## Bojové nasazení

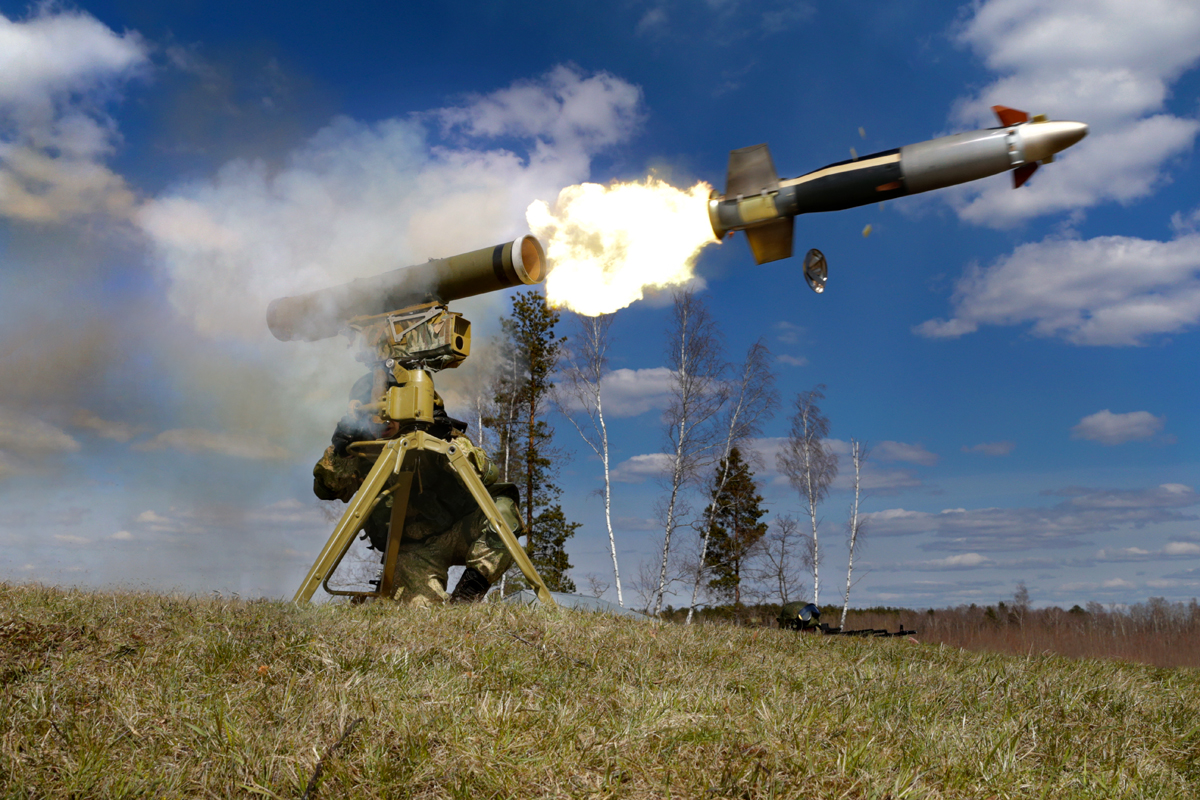
Kornet během odpalu ruským vojákem v roce 2017

Během invaze do Iráku v roce 2003 některé skupiny iráckých speciálních sil použily Kornet k útoku na americká obrněná vozidla, přičemž v úvodním týdnu války vyřadily nejméně dva tanky Abrams a jedno bojové vozidlo pěchoty Bradley.
Ruské PTŘS Kornet se v určitém množství objevily v Jemenu v rukách povstaleckých Húsiů a úspěšně ničily tehdy nejnovější tanky Saúdské Arábie americké výroby M1A2S. Stejně tak se ukázaly být efektivní proti slabším exportním verzím Abramsu M1A2M v Iráku, kde jej úspěšně použil ISIS proti Abramsům ozbrojených sil Iráku. Kurdské jednotky v Sýrii Kornetem zničily několik tanků německé výroby Leopard 2. Hizbaláh s Kornetem zničil v několika zdokumentovaných případech izraelskou Merkavu. 

## Technická data
- Délka střely: 1210 mm
- Průměr těla střely: 152 mm
- Hmotnost střely: 11 kg
- Účinný dostřel: minimální 100 m, maximální 10 000 m
- Typ bojové hlavice: kumulativní tandemová, termobarická
- Průbojnost: 1200 mm RHA nebo 4,5 m betonu (s tandemovou kumulativní hlavicí)